# یک زندگی عاریتی
یک زندگی عاریتی (به چینی: 多桑) فیلمی تایوانی و نخستین کارگردانی وو نین-جن محصول سال ۱۹۹۴ است. این فیلم تغییر رژیم و تغییر فرهنگی در تایوان را به تصویر می‌کشد.
مدت زمان این فیلم ۱۶۷ دقیقه است. نقدهای کن آیزنر در ورایتی و استیون هولدن در نیویورک تایمز اشاره داشتند که فیلم خودزندگینامه‌ای است و به‌طور گسترده‌ای از دید کارگردان وو نین-جن به عنوان یک کودک روایت می‌شود. آیزنر فیلم را برای توجه بیش از اندازه به روابط پدر و پسر که دیدگاه شخصیت‌های دیگر را کاوش‌نشده باقی گذاشت، از فیلم انتقاد کرد. چن کوان-هسینگ زبان‌ها و گویش‌های استفاده‌شده در این فیلم را بررسی کرد و تفاوت‌های میان آنها را به تغییرات فرهنگی‌ای که در آن به تصویر کشیده شده بود، مرتبط ساخت؛ زیرا حکومت ژاپن برداشته شد و کوئومینتانگ اداره تایوان را به دست گرفته بود. مارتین اسکورسیزی فیلم یک زندگی عاریتی را سومین فیلم برتر دهه عنوان کرد.